# Cuevas de Provanco (kommunhuvudort)
Cuevas de Provanco är en kommunhuvudort i Spanien.   Den ligger i provinsen Provincia de Segovia och regionen Kastilien och Leon, i den centrala delen av landet, 130 km norr om huvudstaden Madrid. Cuevas de Provanco ligger 889 meter över havet och antalet invånare är 174.
Terrängen runt Cuevas de Provanco är platt åt sydost, men åt nordväst är den kuperad. Runt Cuevas de Provanco är det mycket glesbefolkat, med 4 invånare per kvadratkilometer. Närmaste större samhälle är Peñafiel, 14,3 km nordväst om Cuevas de Provanco. Trakten runt Cuevas de Provanco består till största delen av jordbruksmark.